# Kopřivnice (nádraží)
Kopřivnice je železniční stanice ve stejnojmenném městě v Moravskoslezském kraji na severovýchodě České republiky. Leží v centrální části města, při západní straně průmyslového podniku Tatra. Stanicí prochází jednokolejná železniční trať Studénka–Veřovice. Zprovozněna byla 18. prosince 1881 (původní budova 49°36'4,309"N 18°8'58,801"E Štefánikova 204/20 dodnes stojí; nová, Hanse Ledwinky 142, původně s bufetem, stánkem PNS, čekárnou a dvěma krytými nástupišti, necelý km západněji směrem na Štramberk byla zprovozněna po roce 1980).[zdroj?] Západně od stanice se nachází Šustalova vila, v níž je umístěna část expozice Lašského muzea.